# Mucronina
Mucronina, en ocasiones denominado Mucronines, es un género de foraminífero bentónico de la subfamilia Nodosariinae, de la familia Nodosariidae, de la superfamilia Nodosarioidea, del suborden Lagenina y del orden Lagenida. Su especie-tipo es Nodosaria hasta. Su rango cronoestratigráfico abarca desde el Mioceno hasta la Actualidad.

## Clasificación
Mucronina incluye a las siguientes especies:
- Mucronina acuta
- Mucronina alazanensis
- Mucronina antillana
- Mucronina billmani
- Mucronina dentifera
- Mucronina dumontana
- Mucronina flabelliformis
- Mucronina hasta
- Mucronina helenae
- Mucronina hornibrooki
- Mucronina jarvisi
- Mucronina javana
- Mucronina longissima
- Mucronina miocenica
- Mucronina monacantha
- Mucronina notoensis
- Mucronina packardi
- Mucronina peruviana
- Mucronina resigae
- Mucronina seminuda
- Mucronina silvestriana
- Mucronina spatulata
- Mucronina striata
- Mucronina trilineata
- Mucronina vaughani
- Mucronina vokesi

Otra especie considerada en Mucronina es:
- Mucronina advena, considerado sinónimo posterior de Mucronina compressa